# منير جرجس (الليوي)
كابتن منير جرجس "الليوي" كان من أبرز أساطير النادي المصري البورسعيدي والذي تميّز في الخمسينات والستينات. كابتن منير جرجس كان عمود دفاع ثابت في النادي المصري، وقائد أول قبطي يحظى بهذه المكانة ويشارك مع منتخب مصر في الأولمبياد. كذلك اشتغل بعد اعتزاله في التدريب والإدارة، وترك بصمة لا تُنسى حتى وفاته عام 2014.

## النشأة والمسيرة
- وُلد عام 1938 في بورسعيد ويُعرف بلقب "الليوي"، نسبةً للتحوير المحلي لاسمه “لويس”.
- يُعد أول لاعب قبطي يُعطى شارة قيادة فريقه، بل كان أول قبطي يُدعى لمنتخب مصر لكرة القدم.[2]

## في النادي المصري
- تألق كقوّة صلبة في الدفاع فلقّبته جماهيره بـ"صخرة الدفاع".
- قاد فريقه للعودة إلى الدرجة الممتازة بعد الهبوط في موسم 1957–1958، فصعد به مباشرة موسم 1959.
- وساهم بفاعلية في الفوز الأسطوري 11–0 على بني سويف عام 1964، أكبر فوز في تاريخ الدوري المصري.[3]

## مع منتخب مصر
- مثل المنتخب الوطني في دورة الألعاب الأولمبية بطوكيو 1964، وحلّ معه في المركز الرابع، وهو أحد أفضل إنجازات مصر في تلك الفترة.[4]

## بعد الاعتزال والوفاة
- اعتزل اللعب عام 1967 عقب أحداث النكسة، ثم عمل كمشرف ومدير الكرة بالنادي المصري، إضافة لعمله كضابط بالجيش المصري برتبة لواء.
- درّب فرقًا مثل نادي طنطا (1979)، كما عمل في السعودية مع الروضة السعودي.
- يُصنّف كالحادي عشر بين كباتن النادي المصري عبر التاريخ.
- توفي في 30 مارس 2014 تاركًا إرثًا كبيرًا في تاريخ كرة القدم المصرية.[5]